# Ypsolophus
Ypsolophus is een geslacht van vlinders uit de familie van de koolmotten (Plutellidae).

## Soorten
- Y. acerivorus Sherniyazova, 1973
- Y. affinitella Staudinger, 1892
- Y. aino (Matsumura, 1931)
- Y. albidorsella Staudinger, 1880
- Y. albiramella Mann, 1861
- Y. aleutianella Beutenmüller, 1889
- Y. alpella Schiffermüller, 1776
- Y. altissimella (Chrétien, 1916)
- Y. amoenella Christoph, 1882
- Y. angelicella Busck, 1903
- Y. approbata (Meyrick, 1936)
- Y. arizonella Busck, 1903
- Y. asperella (Linnaeus, 1761)
- Y. astragalitis Meyrick, 1913
- Y. avetjanae (Zagulajev, 1966)
- Y. barberella Busck, 1903
- Y. basipunctellum (Matsumura, 1931)
- Y. blandella Christoph, 1881
- Y. brunneella (Lucas, 1956)
- Y. bryoleuca (Meyrick, 1922)
- Y. buscki (Heppner, 1982)
- Y. canariella Walsingham, 1881
- Y. caudella Linnaeus, 1767
- Y. cellulosa (Meyrick, 1928)
- Y. cervella Walsingham, 1881
- Y. contractella (Caradja, 1920)
- Y. cordillerella (Strand, 1911)
- Y. coriacella Herrich-Schäffer, 1855
- Y. chazariella Mann, 1866
- Y. chneorellum (Lucas, 1943)
- Y. excisella Lederer, 1855
- Y. exsularis (Meyrick, 1937)
- Y. falcella (Hübner, 1793)
- Y. falciferella Walsingham, 1881
- Y. falculella Erschoff, 1876
- Y. flava (Issiki, 1930)
- Y. flavistrigella Busck, 1906
- Y. fractella (Chrétien, 1916)
- Y. frustella Walsingham, 1881
- Y. fujimotoi Moriuti, 1964
- Y. gerdanella Busck, 1903
- Y. hebeiensis Yang, 1977
- Y. horridella Treitschke, 1835
- Y. hydraea (Meyrick, 1919)
- Y. indecorella Rebel, 1903
- Y. instabilella Mann, 1866
- Y. japonicus Moriuti, 1964
- Y. kotzschi (Toll, 1948)
- Y. kristalleniae (Rebel, 1916)
- Y. leptaula (Meyrick, 1927)
- Y. leuconotella Snellen, 1884
- Y. loculosa (Meyrick, 1922)
- Y. longus Moriuti, 1964
- Y. lonicerella (Stökl, 1922)
- Y. lucella Fabricius, 1775
- Y. lyonothamnae (Powell, 1967)
- Y. maculatella Busck, 1906
- Y. malacodoxa (Meyrick, 1932)

- Y. manniella Staudinger, 1880
- Y. marginellus Caradja, 1939
- Y. melanocnista (Meyrick, 1938)
- Y. mienshani (Caradja, 1939)
- Y. minotaurella (Rebel, 1916)
- Y. nebulella Staudinger, 1870
- Y. nella Busck, 1903
- Y. nemorella Linnaeus, 1758
- Y. nervosellum (Zerny, 1940)
- Y. oliviella Busck, 1903
- Y. ordinalis Meyrick, 1914
- Y. parenthesella Linnaeus, 1761
- Y. parodaula (Meyrick, 1938)
- Y. querciella Busck, 1903
- Y. reticulata (Chrétien, 1916)
- Y. rhytidota (Meyrick, 1938)
- Y. rubrella Dyar, 1902
- Y. saitoi Moriuti, 1964
- Y. sarmaticella (Rebel, 1917)
- Y. sasayamanum (Matsumura, 1931)
- Y. satellitella Staudinger, 1870
- Y. scabrella Linnaeus, 1761
- Y. sculpturella Herrich-Schäffer, 1855
- Y. schwarziella Busck, 1903
- Y. semitessella Mann, 1861
- Y. senex Walsingham, 1889
- Y. seniculella Christoph, 1872
- Y. sequella (Clerck, 1759)
- Y. speluncicolella (Bruand, 1853)
- Y. striatella Busck, 1903
- Y. strigosa Butler, 1879
- Y. sublucella Walsingham, 1881
- Y. subsylvella Walsingham, 1889
- Y. sylvella (Linnaeus, 1767)
- Y. trichonella Mann, 1861
- Y. udulatella Busck, 1906
- Y. unicipunctella Busck, 1903
- Y. unicolor (Weber, 1936)
- Y. uniformis (Filipjev, 1928)
- Y. ustella (Clerck, 1759)
- Y. vintrella Busck, 1906
- Y. vittella Linnaeus, 1758
- Y. vomerata (Meyrick, 1924)
- Y. walsinghamiella Busck, 1903
- Y. xenicopis (Meyrick, 1938)
- Y. yasudai Moriuti, 1964